# La Costa (Uzzano)
La Costa è un'antica frazione collinare del comune di Uzzano, al confine con il comune di Buggiano.

## Storia
Con l'antico toponimo Agosta, il borgo divenne comune autonomo nel secolo XIII e, successivamente, si fuse con Uzzano dando origine alla Communis Uthani et Agostae. Le cronache raccontano che il castello di Agosta fosse sede di uno spedale per l'accoglienza dei viandanti della collina, dedicato a S. Maria Maddalena. Del castello e dello spedale non è rimasto niente.

## Testimonianze artistiche
L'unico edificio tuttora esistente dell'antico borgo di Agosta è la romanica Chiesa dei Santi Bartolomeo e Silvestro, forse l'antica chiesa dello spedale, che si raggiunge tramite una ripida mulattiera acciottolata. Costruita nel XIII secolo, è stata più volte modificata prima nell'orientamento (oggi guarda ad est e non più ad ovest come si prescriveva nel Medioevo), poi, nel XVI secolo, è stata rialzata. Il paramento esterno, in pietra arenaria, richiama i principali edifici romanici della Valdinievole (l'Arcipretura di Uzzano, la Pieve di Castelvecchio (Pescia), la Pieve di San Piero in Campo (Montecarlo)). L'interno, trasformato nel XVII secolo in stile barocco, presenta due altari laterali in finto marmo e varie cornici nelle quali sono contenute tele di autori locali. Bello l'affresco quattrocentesco di scuola pistoiese che sorge sulla parete di destra, parzialmente ricoperto dagli stucchi, che raffigura una Madonna in trono con i santi patroni della chiesa. Ai lati dell'altare maggiore, due statue quattrocentesche raffiguranti San Bartolomeo e San Silvestro. Dietro l'altare, il coro ligneo seicentesco.
Ai lati della chiesa, sorgono la sede della Compagnia del SS. Sacramento e la vecchia casa canonica. La Costa, infatti, ha avuto il suo parroco fino al 1959, nella persona di Don Pietro Luporini. Alla morte del parroco, la Rettoria fu affidata all'Arciprete di Uzzano e, con il concordato del 1984, la parrocchia fu definitivamente accorpata a quella dei Santi Jacopo e Martino del Castello.

## Attività culturali e ricreative
Dopo anni di abbandono, la frazione de La Costa e la sua chiesa hanno ritrovato nuova vita. Dal 1995, infatti, il comitato Amici di S. Bartolomeo ha riaperto l'edificio sacro al culto, l'ha sottoposto a restauri e anima il piccolo borgo collinare con iniziative che richiamano gente da tutta la Valdinievole. È stata rifondata la Compagnia e sono state rilanciate le antiche tradizioni religiose.